# 6 Pułk Artylerii Lekkiej (PSZ)
6 Pułk Artylerii Lekkiej (6 pal) – oddział artylerii lekkiej Polskich Sił Zbrojnych w ZSRR.

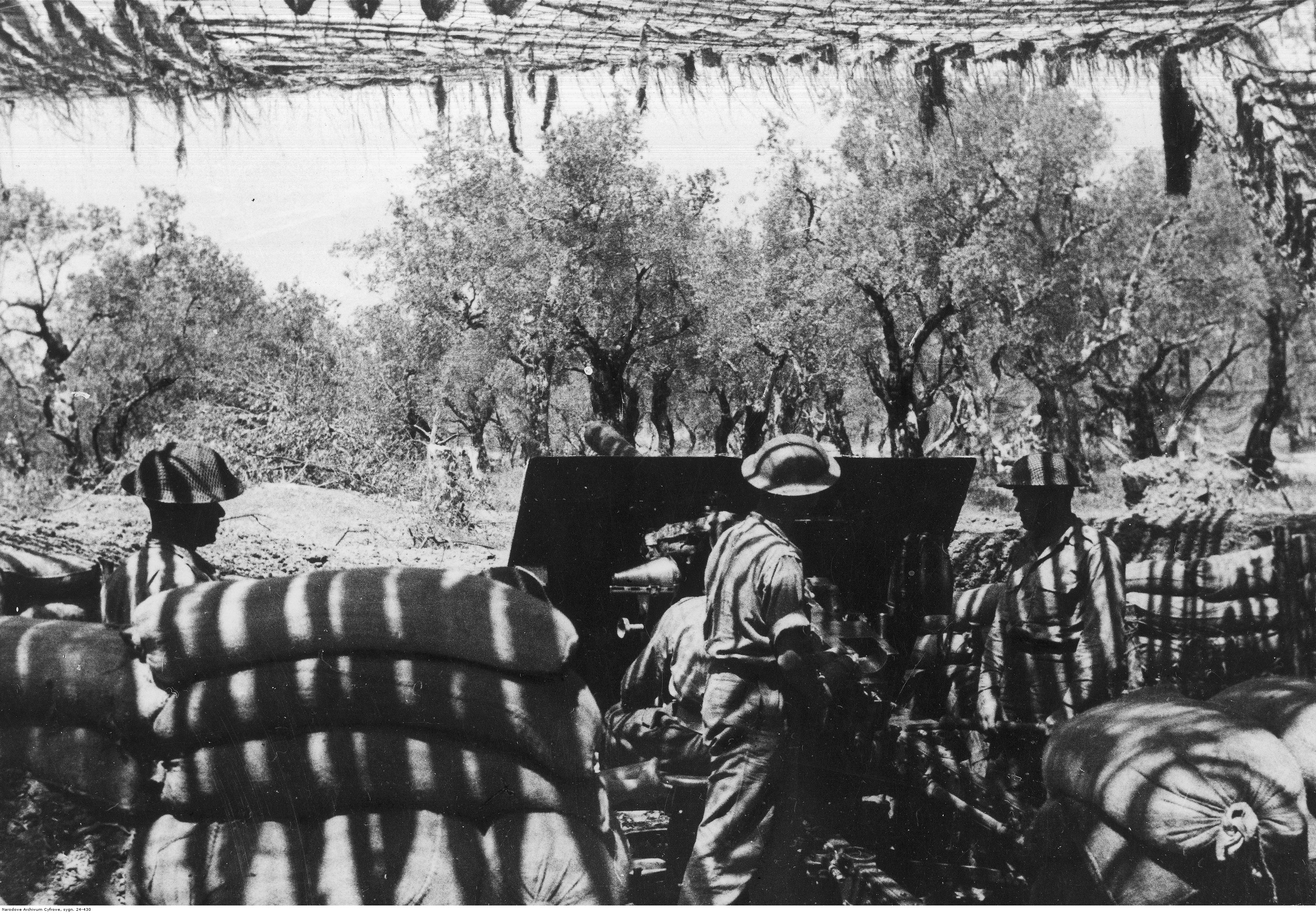
6 Pułk Artylerii Lekkiej 2 KP w bitwie o Monte Cassino - działo z obsługą na zamaskowanym stanowisku.

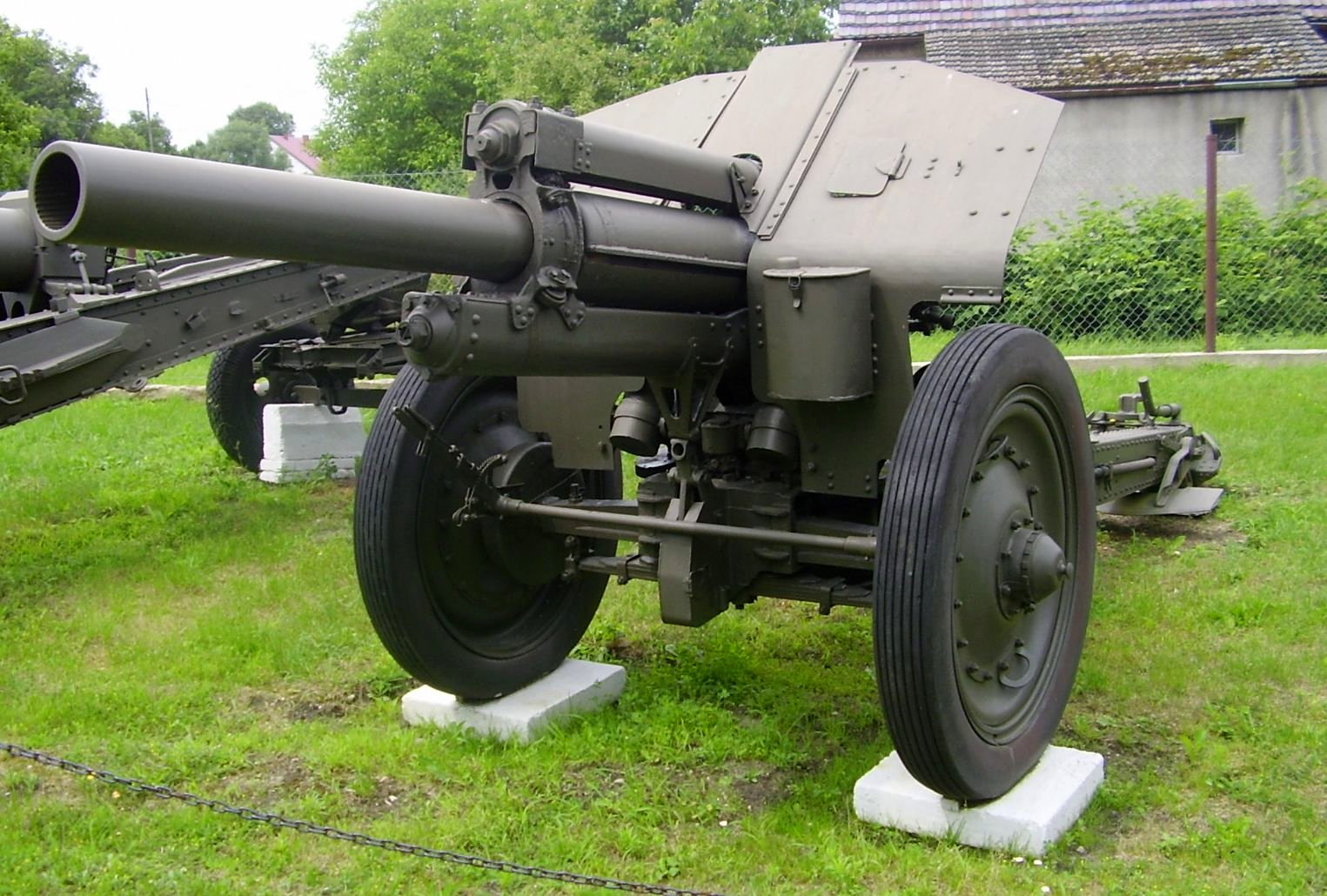
Radziecka 122 mm haubica wz. 1938 (M-30)

Pułk był organiczną jednostką artylerii 6 Lwowskiej Dywizji Piechoty.
Następnie jako 6 Lwowski pułk artylerii lekkiej w składzie Artylerii Dywizyjnej 5 Kresowej Dywizji Piechoty.

## Dowódcy pułku
- mjr Stefan Swinarski – do 28 września 1941[1][2]
- ppłk Czesław Obtułowicz[1]
- mjr Józef Lis
- ppłk Czesław Obtułowicz

## Etat wojenny pułku
- dowództwo pułku z baterią dowodzenia (sztabową)
- 2 dywizjony ogniowe:
  - 2 czterodziałowe baterie armat 76 mm
  - 1 czterodziałowa bateria haubic 122 mm

Według etatu pułk liczyć miał 85 oficerów i 970 kanonierów. 
Dopiero w kwietniu 1942 pułk otrzymał do szkolenia jedną armatę 76 mm i jedną haubicę 120 mm.
W maju 1942 pułk liczył faktycznie 51 oficerów, 17 podchorążych, 215 podoficerów i  709 kanonierów.